# ОК Будва
ОК Будва, црногорски је одбојкашки клуб из Будве који се такмичи у Првој лиги Црне Горе. ОК Будва је до сада 6 пута била шампион државе и 6 пута је била освајач купа Црне Горе.
Клуб је основан 2018. године, након што је угашена ОК Будванска ривијера која је била најуспјешнији одбојкашки клуб у Црној Гори са 9 освојених националних првенстава и 7 националних купова. ОК Будва није правни насљедник ОК Будванске ривијере, али је насљедник богате традиције одбојке у Будви.
Најватреније присталице ОК Будве су Гусари, који поред ОК Будве бодре и Рукометни клуб Будванску ривијеру, Ватерполо клуб Будву као и све остале спортске екипе из Будве.
Највећи ривал Будвана је ОК Будућност Подгорица.
Поред домаћих такмичења, ОК Будва учествује и у континенталним такмичењима као што су ЦЕВ Лига Шампиона, ЦЕВ Куп и ЦЕВ Челенџ Куп.

## Успјеси
| Такмичење                | Такмичење                | Број                     | Година                                               |                          |                          |
| Национално првенство - 6 | Национално првенство - 6 | Национално првенство - 6 | Национално првенство - 6                             | Национално првенство - 6 | Национално првенство - 6 |
| ------------------------ | ------------------------ | ------------------------ | ---------------------------------------------------- | ------------------------ | ------------------------ |
| Првенство Црне Горе      | Првак                    | 6                        | 2018/19, 2019/20, 2020/21, 2021/22, 2022/23, 2023/24 |                          |                          |
| Првенство Црне Горе      | Други                    | —                        |                                                      |                          |                          |
| Национални куп - 6       |                          |                          |                                                      |                          |                          |
| Куп Црне Горе            | Побједник                | 6                        | 2018/19, 2019/20, 2020/21, 2021/22, 2022/23, 2023/24 |                          |                          |
| Куп Црне Горе            | Финалиста                | —                        |                                                      |                          |                          |

## Европа
ОК Будва је најуспјешнија екипа у Црној Гори. Поред максималног учинка сваке године од самог оснивања клуба, Будвани се сваке године такмиче и у Европским такмичењима. У квалификацијама за ЦЕВ Лигу Шампиона у сезони 2023/24, ОК Будва је имала 2 побједе и 4 пораза и тако није успјела да се квалификује на то такмичење. По испадању из квалификација за Лигу Шампиона Будва је добила другу шансу играњем у ЦЕВ Купу. У двомечу са Холандским Динамом, ОК Будва је у првом мечу побједила резултатом 3:0 али је била елиминисана из ЦЕВ Купа и то златним сетом (4:0) у Холандији.
Даме још нијесу имале прилику да заиграју у Европи.

## Дупле Круне
Од оснивања клуба 2018. године, ОК Будва је освојила 6 узастопних дуплих круна: 2018/19, 2019/20, 2020/21, 2021/22, 2022/23 и последњу у сезони 2023/24. и тако доказала тоталну доминацију у домаћим такмичењима.

## Женска Екипа
Поред мушке екипе, од сезоне 2022/23. ОК Будва је добила и женску екипу. У својој првој сезони веома млада екипа Часлава Ђуровића је умало изборила историјски пласман у Највиши ранг. У плеј-офу за Супер Лигу на пут им је стала екипа Рудара која је, како се касније испоставило, постала шампион и пласирала се у највиши ранг Женске одбојке у Црној Гори.
Одбојкашице ОК Будве су убедљиво најмлађа екипа у цијелој Првој Лиги Црне Горе (Ж) и поред те чињенице у сезони 2022/23 су биле једна од најквалитетнијих екипа. Велики таленат младих дјевојака ће сигурно у будућности Будви донијети Супер Лигу и доста трофеја у женској категорији.